# Station Wolvega
Station Wolvega (afkorting: Wv) is een spoorwegstation in de Nederlandse stad Wolvega. Het is het zuidelijkste station van de provincie Friesland. Het station is een Waterstaatstation van de vierde klasse en is een van de vijftien stations die ooit in deze klasse is gebouwd. Station Wolvega wordt bediend door de sprinter Leeuwarden - Zwolle - Lelystad Centrum.

## Het gebouw
Het stationsgebouw werd gebouwd in 1865 en is van het standaardtype SS 4e klasse. Deze stations werden, net als een groot aantal spoorlijnen in de jaren 60 van de 19e eeuw, voor rekening van de Staat aanbesteed. Er werden vijf standaardontwerpen gemaakt, klasse 1 tot en met 5. Het station is ontworpen door de ingenieur Karel Hendrik van Brederode en opende haar deuren op 15 januari 1868.
Na ruim 100 jaar verdween een groot deel van deze oude stationsgebouwen. De gebouwen waren door veranderende functies en bijvoorbeeld de komst van kaartautomaten te groot en te duur in onderhoud. In Friesland waren inmiddels 8 van de 9 stations van het type 4e klasse gesloopt. Ook het stationsgebouw van Wolvega stond eind jaren 80 van de 20e eeuw grotendeels leeg. Het gebouw verkeerde daarnaast in een slechte staat van onderhoud. Mede hierdoor leek sloop en vervanging door een kleiner gebouw de meest vanzelfsprekende oplossing. Een groot aantal lokale en landelijke organisaties, gemeente en provincie verzetten zich echter tegen dit plan.
Mede met behulp van subsidies werd in 1990 alsnog overgegaan op een kostbare restauratie. Voor de leegstaande ruimtes werd een nieuwe huurder gezocht en de gemeente draagt bij aan de onderhoudskosten van het gebouw. Dit voorbeeld werd later bij het behoud van verschillende andere stations toegepast. In 1992 is het gebouw gerestaureerd door NS architect Peter Kilsdonk.
Het gebouw is tijdens de restauratie zo veel mogelijk ontdaan van toevoegingen die in later jaren waren aangebracht. De hal en de perronzijde kregen een moderne uitstraling, maar met behoud van het historische karakter. De bijbehorende oude goederenloods die als fietsenstalling diende werd wel gesloopt om plaats te maken voor parkeerplaatsen. Aan de andere zijde van het gebouw werd een nieuwe fietsenstalling geplaatst. Inmiddels is net zoals bij de meeste stations in Nederland de loketfunctie volledig overgenomen door kaartautomaten. In de vrijgekomen ruimte bevindt zich tegenwoordig een bloemenzaak en op de bovenverdieping is een IT-bedrijf gevestigd. In de bloemenzaak is koffie en thee te krijgen en kunnen reizigers van het toilet gebruik maken.

## Afbeeldingen

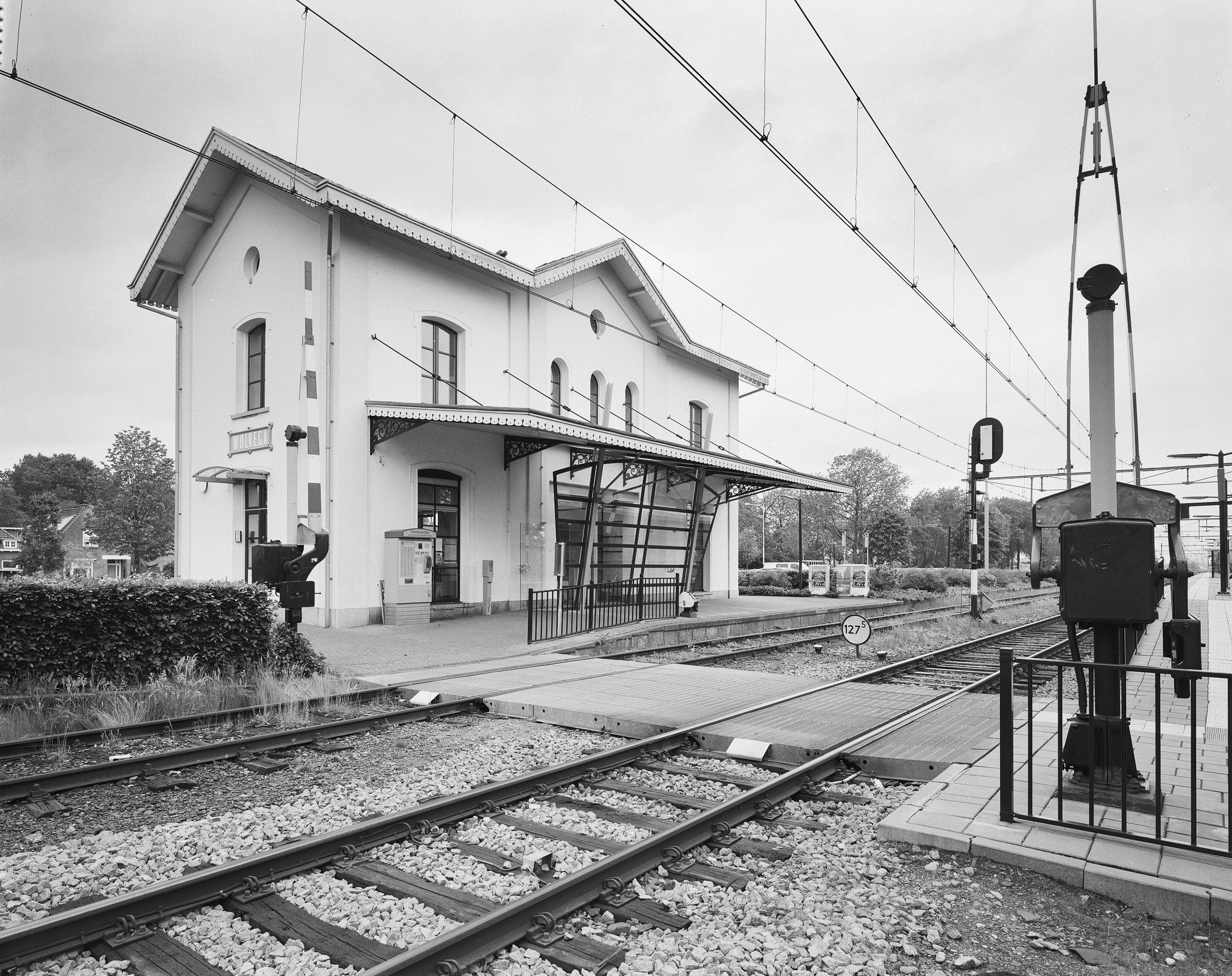
Station Wolvega in 2005
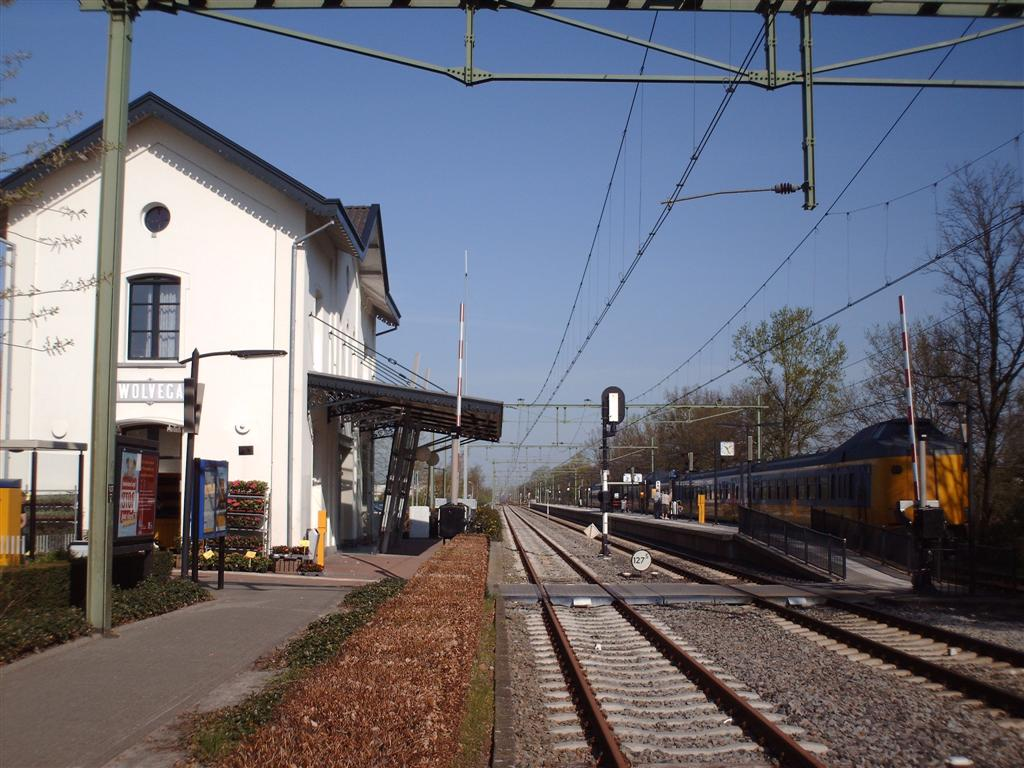
Station Wolvega
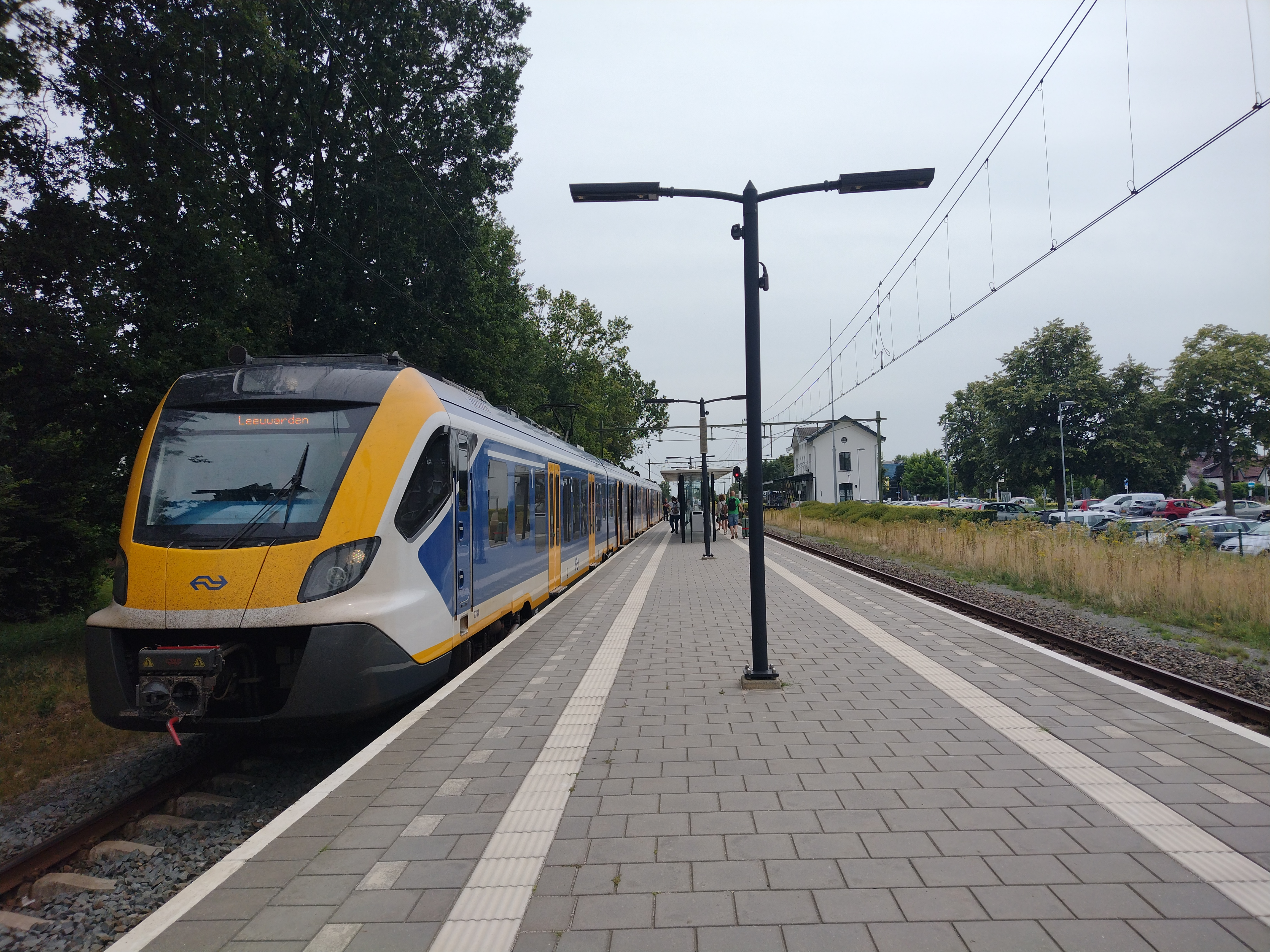
SNG op het station

## Het emplacement
In de tijd dat het Nederlandse hoofdspoorwegnet werd aangelegd was de trein veruit het snelste vervoermiddel. Om deze reden werden behalve reizigers ook veel goederen vervoerd. Tegenwoordig vindt goederenvervoer per spoor vrijwel alleen op grote schaal en tussen grote knooppunten plaats, terwijl vroeger bijna elk station een gelegenheid voor de verwerking van goederen had. Ook bedrijven in de omgeving werden vaak aangesloten op het spoorwegnet.
Bij de opening van het station waren er slechts een bescheiden perron en wat beperkte gelegenheden voor de afwerking van goederen aanwezig. In de daaropvolgende decennia werd het aantal sporen uitgebreid. Ook kwam er een tweede perron en werden de voorzieningen voor het afwerken van goederen vergroot. Aan het begin van de 20e eeuw hadden ook een exportslagerij en de Coöperatieve Landbouwvereniging in Wolvega een eigen spooraansluiting. Na de Tweede Wereldoorlog volgden het kaaspakhuis van de Frico en een lokale brandstoffenhandel.
Ondertussen werd de spoorlijn Zwolle - Leeuwarden in de jaren 20 gemoderniseerd. De spoorlijn werd verdubbeld en Wolvega kreeg een hoog perron waarbij de treinen doorgaans niet meer over het spoor langs het stationsgebouw passeerden. Tijdens de Tweede Wereldoorlog werd de spoorlijn weer enkelsporig. Eind jaren 40 werd het tweede spoor richting Heerenveen teruggelegd. Het tweede spoor richting Steenwijk volgde pas in 1975. Ondertussen reden vanaf mei 1952 de eerste elektrische treinen door Wolvega.
De komst van de vrachtwagen betekende het einde voor veel losplaatsen langs het spoor in Nederland. Vooral in de jaren zeventig vond een belangrijke sanering plaats in het goederenvervoer per spoor. Ook uit Wolvega verdwenen toen de meeste goederentreinen. De sporen werden opgebroken en de goederenloods werd omgebouwd tot fietsenstalling. In de jaren 80 stopte de NS met het laatste goederenvervoer in Wolvega. In de loop der jaren werden de laatste sporen dan ook zorgvuldig uitgewist. De laatste overbodige sporen en wissels verdwenen en bij de renovatie van het stationsgebouw werd de oude goederenloods gesloopt om plaats te maken voor parkeerplaatsen. In februari 2006 werd ook de kolenloods gesloopt. Nadat dit 2,5 jaar braakliggend terrein was, zijn daar nu meer dan 100 extra parkeerplaatsen gerealiseerd die medio 2009 zijn opgeleverd. Alleen de oude losweg herinnert nog aan vroeger tijden.
Anno 2017 bestaat het stationsemplacement van Wolvega uit 2 sporen: Spoor 1 is weggesaneerd, maar was een inhaal-/passeerspoor langs het stationsgebouw. Hoewel hier wel een klein stukje bestrating op het spoor aansloot, kon dit spoor niet gebruikt worden om reizigers in en uit te laten stappen. Over spoor 2 rijden doorgaans de treinen vanuit richting Zwolle en Lelystad Centrum. Over spoor 3 rijden de treinen richting Leeuwarden.

## Ligging
Het station aan de spoorlijn Zwolle – Leeuwarden, onderdeel van Staatslijn A.

## Verbindingen
Geschiedenis
Al decennialang stoppen in Wolvega de intercitytreinen tussen Leeuwarden en de Randstad. Bij het invoeren van het nieuwe dienstregelingsconcept bij Spoorslag '70 kwam er op de meeste langeafstandsverbindingen een duidelijk onderscheid tussen stoptreinen en intercity's. Voor het traject Zwolle - Leeuwarden werd besloten om elk uur één intercity op alle stations te laten stoppen en één intercity die alleen in Steenwijk en Heerenveen stopt. De stoppende intercity reed meestal tussen Leeuwarden en Amsterdam. In 1986 werd Hoofddorp het begin- en eindpunt en in 1995 reden de treinen weer van en naar Amsterdam, waarbij een enkele keer een treinstel met het treindeel uit Groningen via de Zuidtak meereed naar Schiphol en omgekeerd. In de spits reden regelmatig enkele treinen van en naar Utrecht en Rotterdam. Bij het invoeren van de IC '90 treinen kreeg Wolvega zelfs enkele malen per week kortstondig een rechtstreekse verbinding met plaatsen als Eindhoven en Weert. Vanaf de dienstregeling 2007 reden de meeste stoppende intercity's buiten de spits rechtstreeks naar Schiphol. In de brede spits werd voornamelijk naar Rotterdam gereden. Ten slotte rijdt sindsdien op het traject Leeuwarden - Wolvega in de spits een aparte stoptrein. Sinds dienstregeling 2013 rijden alle stoppende intercity's via de Hanzelijn naar Schiphol en verder naar Den Haag Centraal. De andere intercity's rijden naar Rotterdam. Sinds 29 april 2013 is de spits-stoptreinverbinding Leeuwarden - Wolvega verlengd naar Meppel. Vanaf de dienstregeling 2018 is een vaste stop door een intercity komen te vervallen. Sindsdien wordt het station aangedaan door sprinters.
Huidige situatie
Vanaf de dienstregeling 2025 wordt op station Wolvega twee keer per uur (in het weekend een keer per uur) gestopt door de sprinter Leeuwarden-Lelystad Centrum. Wolvega heeft daarmee directe verbindingen met Leeuwarden, Grou, Akkrum, Heerenveen, Steenwijk, Meppel, Zwolle, Kampen, Dronten en Lelystad. Met één overstap (zelfde perron in Steenwijk of Zwolle) is een groot aantal intercitybestemmingen eenvoudig te bereiken in de Randstad en het midden van het land. 
| Serie | Treinsoort    | Route                                                     | Bijzonderheden |
| ----- | ------------- | --------------------------------------------------------- | --- |
| 9000  | Sprinter (NS) | Leeuwarden – Wolvega – Meppel – Zwolle – Lelystad Centrum | Rijdt na 20:00 uur en in het weekend 1x/uur tussen Leeuwarden en Zwolle. Rijdt na 21:00 uur 1x/uur op het hele traject. |

## Ontwikkeling aantal reizigers
Het aantal door NS vervoerde reizigers (per gemiddelde werkdag) ontwikkelde zich sedert 2019 als volgt:
| Jaar | Aantal reizigers |
| ---- | ---------------- |
| 2019 | 1.560            |
| 2020 | 767              |
| 2021 | 891              |
| 2022 | 1.178            |
| 2023 | 1.355            |
| 2024 | 1.394            |

0,0: Arnhem Centraal ·
0,5: Arnhem Velperpoort ·
1,2: Arnhem Presikhaaf ·
1,3: Plattenburg ·
3,2: Café Unie ·
3,9: Hotel Naeff ·
4,2: Velp ·
7,0: Wordt-Rheden ·
8,0: Rheden ·
9,4: De Steeg ·
10,0: Hotel Den Engel ·
10,4: Diepesteeg ·
10,9: Holleweg ·
12,6: Ellecom ·
13,0: Villa Hofstetten ·
14,3: Dieren ·
16,2: Spankeren ·
18,4: Leuvenheim ·
20,3: Brummen ·
21,4: Weg naar Voorst ·
23,1: Het Vosje ·
24,4: Voorstonden ·
26,6: Hoven ·
27,5: Zutphen ·
28,0: Nieuwstad ·
30,2: Hungerink-Mettray ·
31,3: Eefde ·
35,3: Gorssel ·
36,2: Epse ·
40,0: Colmschate ·
40,9: Snippeling ·
43,5: Deventer ·
44,1: Boksbergerweg ·
45,6: De Platvoet ·
47,6: Rande ·
48,3: Diepenveen West ·
50,6: Puinweg ·
51,4: Hoenlo ·
53,1: Olst ·
55,5: Beltenweg ·
56,2: Duurschestraat ·
58,1: De Boerhaar ·
59,0: Bovendorp ·
59,6: Wijhe ·
62,8: Wijnvoorden ·
64,0: Herxen ·
65,5: Windesheim ·
68,0: Herculo ·
71,4: Ittersum ·
73,5: Zwolle ·
81,5: Berkum ·
88,0: Dedemsvaart ·
95,5: Staphorst ·
100,7: Meppel ·
106,3: Nijeveen ·
114,5: Steenwijk ·
120,0: Willemsoord ·
122,5: Peperga ·
127,0: Wolvega ·
134,6: Oudeschoot ·
134,6: Heerenveen IJsstadion ·
137,1: Heerenveen ·
143,7: Stobbegat ·
148,8: Akkrum ·
153,7: Grou-Jirnsum ·
158,1: Idaard-Roordahuizum ·
159,9: Wirdum ·
166,2: Leeuwarden
Akkrum ·
Buitenpost ·
De Westereen ·
Deinum ·
Dronryp ·
Feanwâlden ·
Franeker ·
Grou-Jirnsum ·
Harlingen ·
-Haven ·
Heerenveen ·
Hindeloopen ·
Hurdegaryp ·
IJlst ·
Koudum-Molkwerum ·
Leeuwarden ·
-Camminghaburen ·
Mantgum ·
Sneek ·
-Noord ·
Stavoren ·
Wolvega ·
Workum
Voormalige stations: zie de lijst van voormalige spoorwegstations in Friesland